# Bom Sucesso (Figueira da Foz)
Bom Sucesso is een plaats (freguesia) in de Portugese gemeente Figueira da Foz en telt 2006 inwoners (2001).